# Oriol (linaje)
La casa de Oriol es un linaje español originario de la Corona de Aragón y que subsiste hasta nuestros días. A lo largo de los siglos, ciertos de sus miembros han servido a la Iglesia. Otros han ejercido funciones de renombre en la administración e industria españolas, llegando determinadas líneas a recibir títulos nobiliarios.

## Historia
La primera referencia histórica del linaje se encuentra en el Reino de Sobrarbe, predecesor del Reino de Aragón. En un documento del siglo IX, fray Domingo de la Ripa, cita al señor de Oriol en Boltaña, Caballero de Aragón. Afirma que el obispo Oriol confirmó la donación de Alastuey, hecha por Sancho en el año 875. Y en su obra Historia de Sobrarbe, menciona una escritura de confirmación del archivo de San Millán, hecha por García Sánchez, al obispo de Oriol en el año 920.
Francisco Zazo y Rosillo, cronista y rey de Armas bajo el reinado de Felipe V de España y Fernando VI de España, certifica a su vez que:

[...] la muy noble y antigua casa de "Oriol" alzó primer solariega en Mondoñedo (Lugo, Galicia), en el reinado de Ramiro III de León, siguiendo líneas a diversas partes de la Península al brillar sus caballeros en afanes de Reconquista y radicando entre otras regiones en Cataluña, donde blasonó sus distintivos como sigue: en campo de plata, montecillo de color natural zumado de castillo de piedra, también naturalizado, en cuyo torreón central resalta ave denominada Oriol de sable con rama de olivo en el pico [...].

La mayor parte de los miembros de este linaje se establecieron en la actual provincia de Tarragona. Sus principales solariegas catalanas fueron la de Flix y el señorío de Cornellá de Llobregat. El sacerdote José Oriol fue elevado a los altares.

## Líneas
Entre los miembros se encuentran tres líneas notables, las cuales recibieron alguno de los siguientes títulos o privilegios:
- Privilegio como ciudadano honrado
- Caballero del principado de Cataluña
- Nobleza del principado de Cataluña

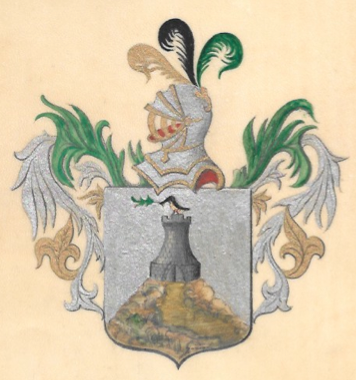
Escudo de armas de los Oriol de Flix

### Los Oriol de Flix
Esta línea se remonta a José Oriol. Recibieron la merced de ciudadano honrado de Barcelona del rey Felipe IV de España (Real Cédula del 30 de julio de 1640), la merced de caballero (Real Cédula del 7 de julio de 1680) así como la nobleza (Real Cédula del 16 de marzo de 1684) por parte del rey Carlos II de España.

#### Genealogía
- Jaime José de Oriol casado con Isabel de Oros, nobleza de Guipúzcoa, capitulaciones matrimoniales otorgadas el 17 de febrero de 1506, registrado en Flix.
  - Bernardo Fernando Oriol y de Oros casado con Paula Montlleó, hija de Gabriel de Montlleó y Margarita, dama de Montlleó
    - Pedro Oriol y Montlleó casado con Isabel Juana Lecha y Corsia
      - Pablo Oriol y Lecha (ciudadano honrado de Barcelona) casado con Isabel de Montagut y de Candía, hija de Jaime de Montagut, barón de Torre de l'Espanyol, y de Inés de Cándia y Amargós Pellicer dels barón d'Arnés en Terragona y nobleza en señorío de Montpellier; nieta por línea paterna de Luis de Montagut.[3] De la unión matrimonial descienden cinco hijos e hijas:
        - Pedro Pablo de Oriol y de Montagut, nacido 10 de febrero de 1654
          - Magdalena de Oriol y de Montagut, nacida 19 de junio de 1659, nobleza de Candia-Montagut en señorío de Montpellier
            - Isabel Ana de Oriol y de Montagut, nacida 1657, nobleza de Candia-Montagut en señorío de Montpellier
              - José Francisco Antonio de Oriol y de Montagut, nacido en Flix el 13 de febrero de 1660, (privilegio militar de caballero y posteriormente nobleza) casado con Teodora de Lieri, desde 1680 descendencia masculina caballerazgo y nobleza otorgado por la Corona de Aragón
                - Jaime de Oriol y de Montagut, nacido en Flix el 14 de julio de 1661, nobleza de Candia-Montagut en señorío de Montpellier

El 27 de abril de 1870, el pretendiente carlista al trono de España, Carlos de Borbón y Austria-Este concedió el título de marqués de Casa Oriol a Buenaventura de Oriol y Salvador, descendiente de José Francisco de Oriol y de Montagut. Este fue reconocido como título del Reino con el decreto de 20 de mayo de 1958 por Francisco Franco Bahamonde en la persona de José Luis de Oriol y Uriguren.

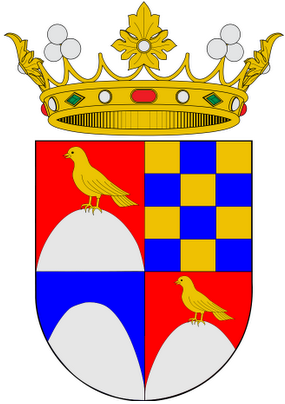
Escudo de armas de los marqueses de Oriol

#### Solariega
Se encontraba en el n.°16 de la calle Mayor del municipio de Flix, Tarragona.

#### Miembros notables
- José Luis Oriol, marqués de Casa Oriol, empresario y político español (1877-1972)
- José María Oriol, marqués de Casa Oriol, empresario y político español (1905-1985)
- Miguel de Oriol e Ybarra, arquitecto y urbanista español (1933-)
- Rocío Primo de Rivera Oriol, periodista e historiadora española (1967-)
- Federico Serrano Oriol, Caballero Santo Sepulcro de Jerusalen, arquitecto, empresario, banquero y gran mecenas de arte español, fundador premio Eugenio Dor´s de arte (xxxx-1998). Cuenta con una calle en Madrid capital C/Federico Oriol.

### Los Oriol de Barcelona
Esta línea se remonta al protonotario y escribano de la Corona de Aragón Baltasar de Oriol y Marcer, señor del castillo de Cornellá de Llobregat. Recibieron la merced de caballero (Real Cédula del 20 de mayo de 1676) así como la nobleza (Real Cédula del 20 de noviembre de 1690) por parte del rey Carlos II de España.

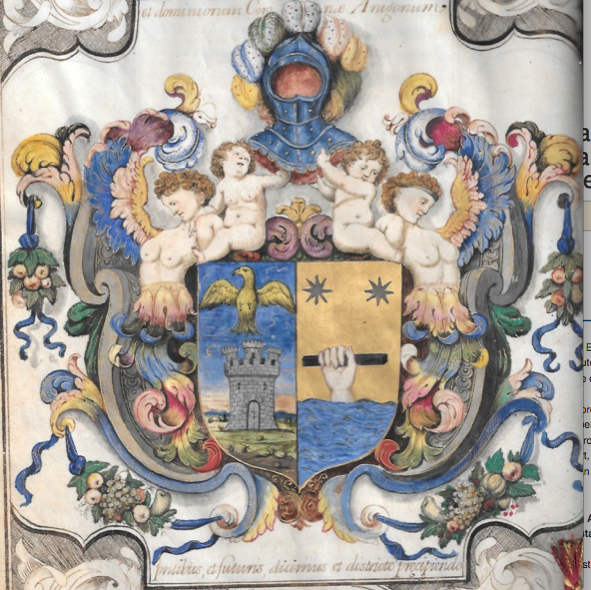
Escudo de armas de los Oriol de Barcelona

#### Genealogía
- Baltasar de Oriol de Marcer y de Amorós, casado con Magdalena de Tord
  - Melchor de Oriol y de Tord
  - José de Oriol y de Tord, abad del Real Monasterio de Santa María de Ripoll.

#### Solariega
Se trataba del castillo de Cornellá de Llobregat en Barcelona, cuya jurisdicción comprendía igualmente los términos de Cervelló, Pallejà, La Palma de Cervelló, Santa Coloma de Cervelló, Torrelles de Llobregat, Oleseta, Sant Boi, Sant Vicenç dels Horts y Oleseta.

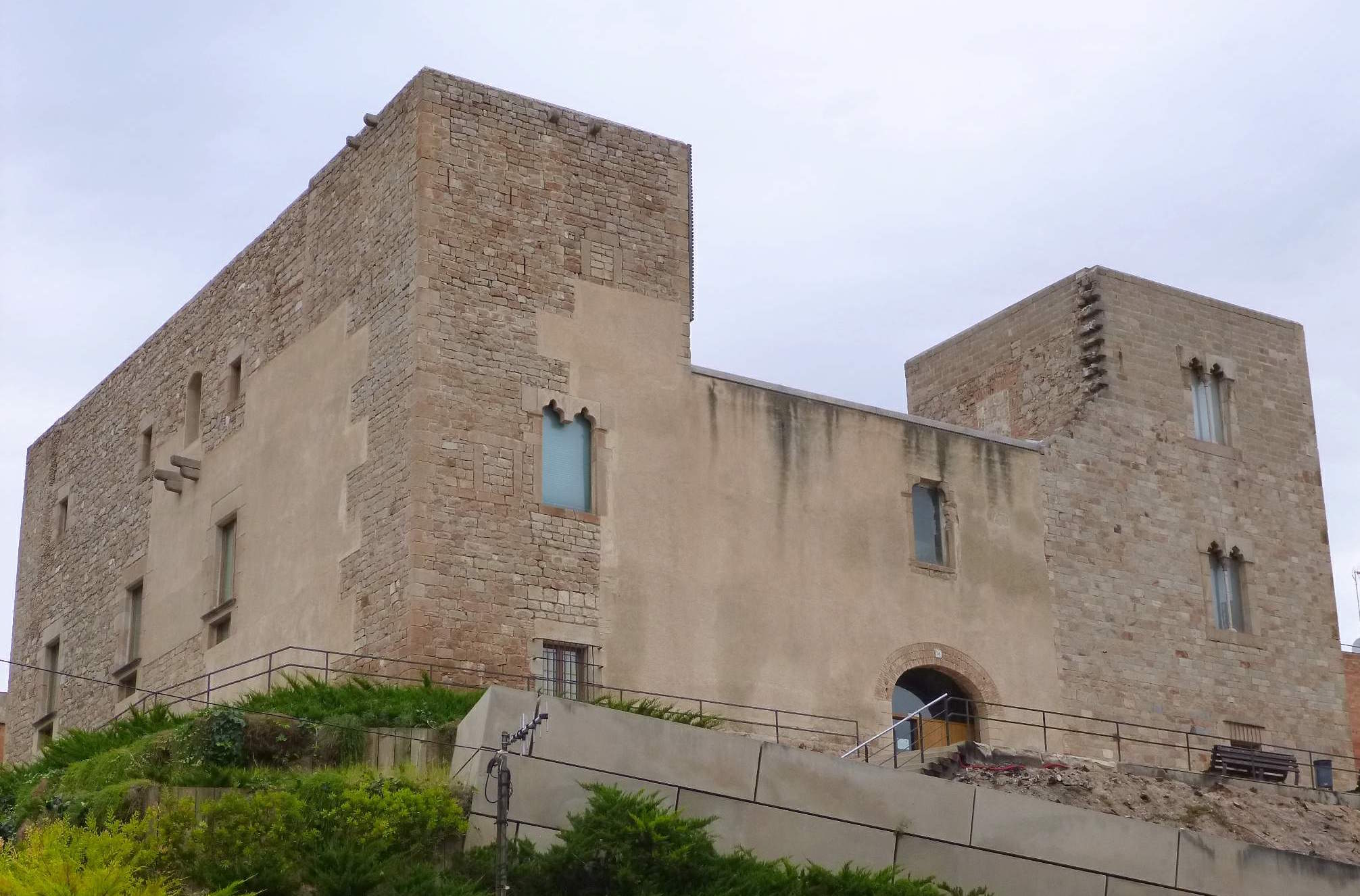
Vista actual del castillo de Cornellá de Llobregat

#### Miembros notables
- Baltasar de Oriol de Marcer y de Amorós, escribano mayor de lugartenencia y oidor militar
- José de Oriol y de Tord, abad del real monasterio de Santa María de Ripoll

### Los Oriol de Tortosa
De esta línea se conservan pocos datos. En la catedral de Tortosa está enterrado uno de sus miembros.

#### Miembros notables
- Joan Baptista Oriol (ciudadano honrado de Tortosa, 21 de mayo de 1621)
- Francesc Oriol (ciudadano honrado de Tortosa, 21 de mayo de 1621)
- Gaspar Oriol (ciudadano honrado de Tortosa, 30 de septiembre de 1622)

### Otros miembros notables
Existen otros miembros notables en la familia. De estos no se sabe a ciencia cierta si están vinculados a alguna de las tres ramas citadas anteriormente. Entre ellos se incluyen:
- José Oriol, santo español (1650-1702)
- Antonio Oriol y Buxó, orfebre español (1834-1891)
- Nicolás Oriol, doctor en medicina y natural de Gandesa, ciudadano honrado de Barcelona (21 de noviembre de 1669)

## Antroponimia
El nombre de pila Oriol proviene del Santo español José Oriol (1650-1702), originario de Barcelona. Es muy típico en regiones de habla catalana.